# Girondini

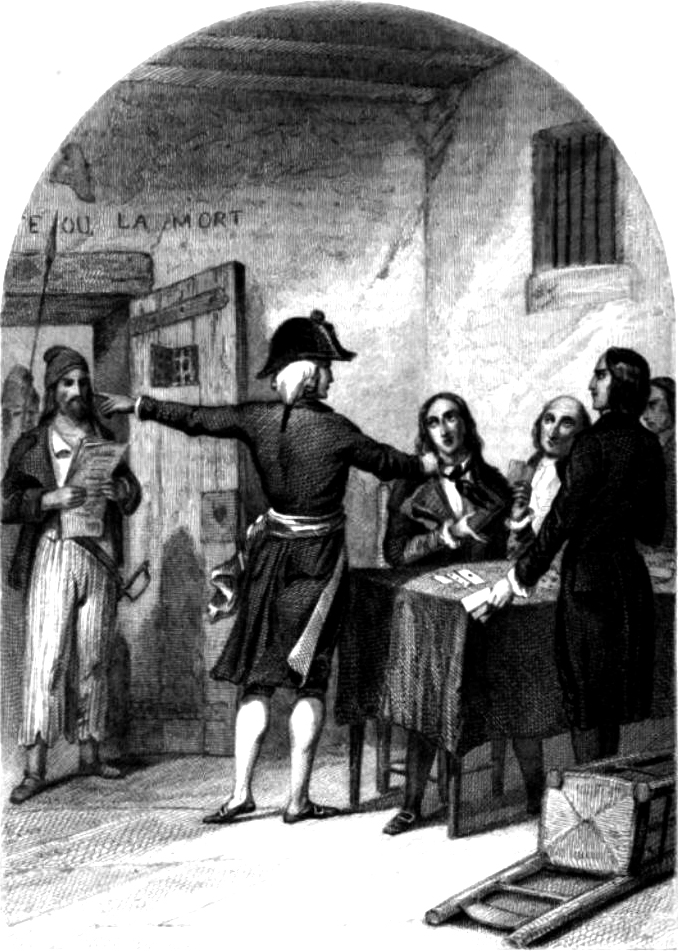
Girondinii la prison de la Force după arestarea lor. Gravură din 1845

La Gironde este numele dat unei grupări politice din timpul Revoluției Franceze care era majoritară în Adunarea Legislativă (1 octombrie 1791–20 septembrie 1792, față de montagniarzi) și în Convenția Națională (21 septembrie 1792–26 octombrie 1795), numele provenind de la faptul că era compusă din mai mulți deputați din regiunea orașului Bordeaux. Denumirea de girondini a fost popularizată la începutul secolului al XIX-lea, în special de Lamartine în lucrarea sa Histoire des Girondins. De fapt, girondinii erau un amalgam de curente politice distincte în 1792 și 1793, cum ar fi brissotinii și rolandiștii.
Unii girondini, cum ar fi Condorcet, Brissot, Roland, Guadet, Vergniaud, Isnard, Ducos și Buzot erau republicani convinși.
Membrii grupării, înscriși în Clubul Iacobinilor, la Paris sau în provincie, constituiau aripa cea mai avansată a Adunării Legislative, înainte de a reprezenta aripa dreaptă din Convenția Națională în fața montagnarzilor, care aveau pondere mare în rândurile deputaților de Paris, printre care se numărau Robespierre, Danton sau Marat.
Înfruntările violente între girondini și montagnardzi au dominat primele luni ale Convenției Naționale.
Începând cu 1793, girondinii au vorbit pe o singură voce, deoarece astfel au fost obligați de adversarii lor. Facțiunea brissotină, din cadrul girondinilor, ca și facțiunea „Les Exagérés” din rândul montagnarzilor (circa 90 de deputați în aprilie 1793), invisibilă până atunci, s-a trezit brusc la viață. Artificiul din 31 octombrie 1793 a dus la reunirea în aceeași grupare a curentului moderat girondin întrupat de Pierre Victurnien Vergniaud, a celui brissotin (mai puțin Pétion, Clavières și Lebrun) și a unor orleaniști cum ar fi marchizul de Sillery, soțul doamnei de Genlis.